# Peter Tschernegg
Peter Tschernegg (* 23. Juli 1992 in Deutschlandsberg) ist ein österreichischer Fußballspieler auf der Position eines Mittelfeldspielers.

## Karriere

### Verein
Tschernegg begann seine Karriere bei seinem Jugendverein FC St. Nikolai im Sausal. Von dort wechselte er im Jahre 2000 in die Jugendabteilung des SK Sturm Graz und durchlief die einzelnen Jugendabteilungen der AKA Steiermark. Im Jahr 2010 schaffte er den Sprung in die Amateurmannschaft des SK Sturm Graz. Dort absolvierte er die ersten 31 Spiele im Herrenbereich in der Regionalliga Mitte, wo er auch zwei Tore erzielte. Im Juli 2011 wechselte Tschernegg zum damaligen Zweitligisten SV Grödig. Dort schaffte er den Durchbruch in der ersten Mannschaft und in der Saison 2012/13 den Aufstieg in die österreichische Bundesliga. Nach einer starken Saison 2013/14 und mehrmaligen Berufungen in das U-21-Nationalteam weckte er die Interesse mehrerer Bundesligisten. Letztendlich wechselte er Sommer 2014/15 ablösefrei (75.000 Euro Ausbildungsentschädigung an Sturm Graz) zum Wolfsberger AC. Dort fiel er jedoch lange aus, da er in der Vorbereitung gegen den kroatischen Verein RNK Split nach einem Zweikampf einen Kreuzbandriss erleiden musste.
Im Juli 2017 wechselte er in die Schweiz zum FC St. Gallen, bei dem er einen bis Juni 2019 gültigen Vertrag erhielt.
Im Jänner 2019 kehrte er nach Österreich zurück und wechselte zum TSV Hartberg, bei dem er einen bis Juni 2020 laufenden Vertrag erhielt. In eineinhalb Jahren bei Hartberg kam er zu zwölf Bundesligaeinsätzen für die Steirer. Nach seinem Vertragsende verließ er den Verein nach der Saison 2019/20.
Daraufhin wechselte er zur Saison 2020/21 zum Zweitligisten Grazer AK, bei dem er einen bis Juni 2021 laufenden Vertrag erhielt. Nach der Saison 2020/21 verließ er die Grazer und wechselte zum Ligakonkurrenten SKU Amstetten. Für den SKU kam er in zwei Jahren zu 44 Zweitligaeinsätzen. Nach der Saison 2022/23 verließ er die Niederösterreicher.
Anschließend wechselte Tschernegg zur Saison 2023/24 zum viertklassigen SV Lebring.

### Nationalmannschaft
Tschernegg durchlief nahezu alle Jugendnationalteams und kam jeweils auch zu Länderspieleinsätzen. Sein Debüt für die U-21-Nationalmannschaft gab er am 14. Oktober 2013 gegen die Auswahl der Niederlande mit einem 3:0-Sieg.

## Erfolge
- Meister der Erste Liga: 2012/13
- Aufstieg in die Bundesliga: 2012/13